# Камєнно-Верховка
Камєнно-Верховка (рос. Каменно-Верховка) — село в Росії, Каширському районі Воронезької області. Адміністративний центр Камєнно-Верховського сільського поселення.

## Географія
Розташоване на лівому березі річки Дон, поєднане мостом із селом Боршево Хохольському району.

## Історія
За даними 1859 року у казенному селі Камєнноверховське Коротояцького повіту Воронізької губернії мешкало 995 осіб (468 чоловічої статі та 527 — жіночої), налічувалось 152 дворових господарства, існувала православна церква.
Станом на 1886 рік у колишньому державному селі Борщевської волості, мешкало 1402 особи, налічувалось 234 дворових господарства, існували православна церква, лавка, 12 вітряних млинів.
За переписом 1897 року кількість мешканців зросла до 1732 осіб (882 чоловічої статі та 850 — жіночої), з яких всі — православної віри.

## Населення
| 2010 | 2012 | 2013 | 2014 | 2015 | 2016 | 2017 |
| ---- | ---- | ---- | ---- | ---- | ---- | ---- |
| 440  | ↗447 | ↘435 | →435 | ↘423 | ↗430 | ↘424 |
| 2018 |      |      |      |      |      |      |
| ↗437 |      |      |      |      |      |      |